# Tetrafluorek ksenonu
Tetrafluorek ksenonu (nazwa Stocka: fluorek ksenonu(IV)), XeF4 – nieorganiczny związek chemiczny z grupy fluorków.
Był pierwszym otrzymanym związkiem chemicznym gazu szlachetnego z dokładnie jednym innym pierwiastkiem.
Powstaje w wyniku reakcji ksenonu z fluorem:
Xe + 2F
2 → XeF
4
Tworzy bezbarwne kryształy, które sublimują w temperaturze 115,7 °C.
W warunkach normalnych jest stabilny. Pod wpływem wody ulega hydrolizie, w wyniku której w reakcji dysproporcjonowania powstaje m.in. tritlenek ksenonu i ksenon.
3XeF
4 + 6H
2O → 2XeO
3 + Xe + 12HF